# Scherma alla XXIX Universiade
Il torneo di scherma della XXIX Universiade si è svolto a Taoyuan, Taiwan, dal 20 al 24 agosto 2017.

## Podi

### Uomini
| Evento               | Oro                                                                      | Argento                                                                     | Bronzo                                                                     |
| Fioretto individuale | Dmytro Chuchukalo                                                        | Kyosuke Matsuyama                                                           | Alessandro Paroli                                                          |
| Fioretto individuale | Dmytro Chuchukalo                                                        | Kyosuke Matsuyama                                                           | Rostyslav Hertsyk                                                          |
| Sciabola individuale | András Szatmári                                                          | Enver Yildirim                                                              | Mohammad Rahbari                                                           |
| Sciabola individuale | András Szatmári                                                          | Enver Yildirim                                                              | Mohammad Fotouhi                                                           |
| Spada individuale    | Sergej Bida                                                              | Zsombor Banyái                                                              | Masaru Yamada                                                              |
| Spada individuale    | Sergej Bida                                                              | Zsombor Banyái                                                              | Filip Broniszewski                                                         |
| Fioretto a squadre   | Giappone Kyosuke Matsuyama Takahiro Shikine Toshiya Saitō Ryohei Noguchi | Russia Askar Khamzin Grigoriy Semenyuk Alexander Sirotkin Iskander Akhmetov | Italia Guillaume Bianchi Edoardo Luperi Alessandro Paroli Francesco Trani  |
| Sciabola a squadre   | Corea del Sud Oh Sang-uk Gu Bon-gil Kim Jun-ho Jang Tea-hoon             | Iran Mohammad Fotouhi Mohammad Rahbari Ali Pakdaman Farzad Baher            | Italia Dario Cavaliere Francesco D'Armiento Riccardo Nuccio Lorenzo Romano |
| Spada a squadre      | Russia Sergey Bida Alan Fardzinov Dmitriy Gusev Georgiy Bruev            | Ungheria Daniel Berta Sándor Cho Taeun Gergely Siklósi Zsombor Bányai       | Corea del Sud Pak Min-woo Jang Hyo-min Hwang Hyeon-il Kim Jae-won          |

### Donne
| Evento               | Oro                                                                         | Argento                                                                             | Bronzo                                                                         |
| Fioretto individuale | Fanny Kreiss                                                                | Yana Alborova                                                                       | Adelya Abdrakhmanova                                                           |
| Fioretto individuale | Fanny Kreiss                                                                | Yana Alborova                                                                       | Beatrice Monaco                                                                |
| Sciabola individuale | Anna Márton                                                                 | Hwang Seon-a                                                                        | Chiara Mormile                                                                 |
| Sciabola individuale | Anna Márton                                                                 | Hwang Seon-a                                                                        | Misaki Emura                                                                   |
| Spada individuale    | Aleksandra Zamachowska                                                      | Kamila Pytka                                                                        | Roberta Marzani                                                                |
| Spada individuale    | Aleksandra Zamachowska                                                      | Kamila Pytka                                                                        | Kseniya Pantelyeyeva                                                           |
| Fioretto a squadre   | Italia Olga Calissi Valentina de Costanzo Francesca Palumbo Beatrice Monaco | Russia Leyla Pirieva Adelya Abdrakhmanova Yana Alborova Irina Elesina               | Polonia Julia Walczyk Martyna Jelińska Julia Chrzanowska Hanna Łyczbińska      |
| Sciabola a squadre   | Giappone Fukushima Shihomi Emura Misaki Mukae Ayaka Takashima Risa          | Ungheria Petra Zahonyi Julia Mikulik Renata Katona Anna Marton                      | Francia Margaux Gimalac Caroline Queroli Margaux Rifkiss Charleine Taillandier |
| Spada a squadre      | Ucraina Dzhoan Bezhura Anfisa Počkalova Kseniya Pantelyeyeva Yuliya Svystil | Stati Uniti Katharine Holmes Anna van Brummen Catherine Nixon Barbara Vanbenthuysen | Polonia Barbara Rutz Kamila Pytka Martyna Swatowska Aleksandra Zamachowska     |

## Medagliere
| Pos.   | Paese         |    |    |    | Totale |
| ------ | ------------- | -- | -- | -- | ------ |
| 1      | Ungheria      | 3  | 3  | 0  | 6      |
| 2      | Russia        | 2  | 3  | 1  | 6      |
| 3      | Giappone      | 2  | 1  | 2  | 5      |
| 4      | Ucraina       | 2  | 0  | 2  | 4      |
| 5      | Polonia       | 1  | 1  | 3  | 5      |
| 6      | Corea del Sud | 1  | 1  | 1  | 3      |
| 7      | Italia        | 1  | 0  | 6  | 7      |
| 8      | Iran          | 0  | 1  | 2  | 3      |
| 9      | Stati Uniti   | 0  | 1  | 0  | 1      |
| 9      | Turchia       | 0  | 1  | 0  | 1      |
| 11     | Francia       | 0  | 0  | 1  | 1      |
| Totale | Totale        | 12 | 12 | 18 | 42     |